# Élections législatives de 2002 en Saône-et-Loire
Les élections législatives françaises de 2002 se déroulent les 9 et 16 juin 2002. Dans le département de Saône-et-Loire, six députés sont à élire dans le cadre de six circonscriptions.

## Élus
| Circonscription | Député sortant    | Parti | Parti    | Député élu ou réélu | Parti | Parti |
| --------------- | ----------------- | ----- | -------- | ------------------- | ----- | ----- |
| 1re             | Gérard Voisin     |       | UDF (PR) | Gérard Voisin       |       | UMP   |
| 2e              | Jacques Rebillard |       | PRG      | Jean-Marc Nesme     |       | UMP   |
| 3e              | André Billardon   |       | PS       | Jean-Paul Anciaux   |       | UMP   |
| 4e              | Didier Mathus     |       | PS       | Didier Mathus       |       | PS    |
| 5e              | Dominique Perben  |       | RPR      | Dominique Perben    |       | UMP   |
| 6e              | Arnaud Montebourg |       | PS       | Arnaud Montebourg   |       | PS    |

## Résultats

### Résultats à l'échelle du département
| Parti                                              | Parti                               | Premier tour | Premier tour | Second tour | Second tour | Sièges |
| Parti                                              | Parti                               | Voix         | %            | Voix        | %           | Sièges |
| -------------------------------------------------- | ----------------------------------- | ------------ | ------------ | ----------- | ----------- | ------ |
|                                                    | Union pour un mouvement populaire   | 91 951       | 36,57        | 82 969      | 41,78       | 4      |
|                                                    | Divers droite                       | 13 832       | 5,50         | 17 061      | 8,59        | 0      |
|                                                    | Mouvement pour la France            | 1 039        | 0,41         |             |             | 0      |
|                                                    | Union pour la démocratie française  | 896          | 0,36         | 0           |             |        |
|                                                    | Majorité présidentielle             | 107 718      | 42,84        | 100 030     | 50,37       | 4      |
|                                                    |                                     |              |              |             |             |        |
|                                                    | Parti socialiste                    | 60 666       | 24,12        | 78 641      | 39,60       | 2      |
|                                                    | Parti radical de gauche             | 19 442       | 7,73         | 19 909      | 10,03       | 0      |
|                                                    | Parti communiste français           | 8 297        | 3,30         |             |             | 0      |
|                                                    | Divers gauche dont Pôle républicain | 7 263        | 2,89         | 0           |             |        |
|                                                    | Les Verts                           | 6 302        | 2,51         | 0           |             |        |
|                                                    | Gauche parlementaire                | 101 970      | 40,55        | 98 550      | 49,63       | 2      |
|                                                    |                                     |              |              |             |             |        |
|                                                    | Front national                      | 26 759       | 10,64        |             |             | 0      |
|                                                    | Extrême gauche dont LCR, LO et PT   | 6 016        | 2,39         | 0           |             |        |
|                                                    | Chasse, pêche, nature et traditions | 2 982        | 1,19         | 0           |             |        |
|                                                    | Mouvement national républicain      | 2 638        | 1,05         | 0           |             |        |
|                                                    | Divers                              | 1 867        | 0,74         | 0           |             |        |
|                                                    | Divers écologiste dont LR et MÉI    | 1 521        | 0,60         | 0           |             |        |
|                                                    |                                     |              |              |             |             |        |
| Inscrits                                           | Inscrits                            | 399 586      | 100,00       | 336 261     | 100,00      | 6      |
| Abstentions                                        | Abstentions                         | 142 016      | 35,54        | 129 904     | 38,63       |        |
| Votants                                            | Votants                             | 257 570      | 64,46        | 206 357     | 61,37       |        |
| Blancs et nuls                                     | Blancs et nuls                      | 6 099        | 2,37         | 7 777       | 3,77        |        |
| Exprimés                                           | Exprimés                            | 251 471      | 97,63        | 198 580     | 96,23       |        |
| Source : Ministère de l'Intérieur - Saône-et-Loire |                                     |              |              |             |             |        |

### Résultats par circonscription

#### Première circonscription (Mâcon)
|                | Gérard Voisin sortant réélu | UMP            | 19 824 | 50,67  |  |  |  |
|                | Yves Pagnotte               | Divers gauche  | 6 807  | 17,4   |  |  |  |
|                | Maurice Martin              | FN             | 4 014  | 10,26  |  |  |  |
|                | Laurent Develay             | Les Verts      | 3 788  | 9,68   |  |  |  |
|                | Chantal Bathias             | PCF            | 1 351  | 3,45   |  |  |  |
|                | Jean-François Jézéquel      | LCR            | 858    | 2,19   |  |  |  |
|                | Lucia Breuillard            | Divers         | 494    | 1,26   |  |  |  |
|                | Claude Martini              | LT-LNÉ         | 465    | 1,19   |  |  |  |
|                | Annie Bellasi               | Divers droite  | 451    | 1,15   |  |  |  |
|                | Marie-Odile Demangelle      | LO             | 400    | 1,02   |  |  |  |
|                | Pierre Henry                | MNR            | 356    | 0,91   |  |  |  |
|                | Gilbert Froidevaux          | MÉI            | 241    | 0,62   |  |  |  |
|                | Bernard Schminke            | Divers         | 58     | 0,15   |  |  |  |
|                | Renée Berthelier            | Divers         | 14     | 0,04   |  |  |  |
|                |                             |                |        |        |  |  |  |
| Inscrits       | Inscrits                    | Inscrits       | 63 263 | 100,00 |  |  |  |
| Abstentions    | Abstentions                 | Abstentions    | 23 230 | 36,72  |  |  |  |
| Votants        | Votants                     | Votants        | 40 033 | 63,28  |  |  |  |
| Blancs et nuls | Blancs et nuls              | Blancs et nuls | 912    | 2,28   |  |  |  |
| Exprimés       | Exprimés                    | Exprimés       | 39 121 | 97,72  |  |  |  |

#### Deuxième circonscription (Charolles)
| Candidat       | Candidat                  | Parti          | Premier tour | Premier tour | Second tour | Second tour |  |
| Candidat       | Candidat                  | Parti          | Voix         | %            | Voix        | %           |  |
| -------------- | ------------------------- | -------------- | ------------ | ------------ | ----------- | ----------- |  |
|                | Jean-Marc Nesme élu       | UMP            | 17 008       | 40,8         | 19 980      | 50,09       |  |
|                | Jacques Rebillard sortant | PRG (PS)       | 15 419       | 36,99        | 19 909      | 49,91       |  |
|                | Marie-Christine Bignon    | FN             | 4 847        | 11,63        |             |             |  |
|                | Hubert Louis              | PCF            | 1 456        | 4,86         |             |             |  |
|                | Jacqueline Desloire       | Les Verts      | 770          | 1,85         |             |             |  |
|                | Nicole Raymond            | CPNT           | 650          | 1,56         |             |             |  |
|                | Jacqueline Lelong         | LO             | 589          | 1,41         |             |             |  |
|                | Colette Leverger          | Divers         | 349          | 0,84         |             |             |  |
|                | Frédéric Sabattier        | MPF            | 308          | 0,74         |             |             |  |
|                | Monique Thiollière        | MNR            | 224          | 0,54         |             |             |  |
|                | Jean Fièvre               | Divers         | 63           | 0,15         |             |             |  |
|                |                           |                |              |              |             |             |  |
| Inscrits       | Inscrits                  | Inscrits       | 64 604       | 100,00       | 64 588      | 100,00      |  |
| Abstentions    | Abstentions               | Abstentions    | 22 068       | 34,16        | 23 401      | 36,23       |  |
| Votants        | Votants                   | Votants        | 42 536       | 65,84        | 41 187      | 63,77       |  |
| Blancs et nuls | Blancs et nuls            | Blancs et nuls | 853          | 2,01         | 1 298       | 3,15        |  |
| Exprimés       | Exprimés                  | Exprimés       | 41 683       | 97,99        | 39 889      | 96,85       |  |

#### Troisième circonscription (Autun - Le Creusot)
| Candidat       | Candidat                    | Parti          | Premier tour | Premier tour | Second tour | Second tour |  |
| Candidat       | Candidat                    | Parti          | Voix         | %            | Voix        | %           |  |
| -------------- | --------------------------- | -------------- | ------------ | ------------ | ----------- | ----------- |  |
|                | Jean-Paul Anciaux élu       | UMP            | 15 881       | 37,29        | 20 636      | 51,59       |  |
|                | Philippe Baumel             | PS             | 11 953       | 28,07        | 19 363      | 48,41       |  |
|                | Pierre de Saint-Léger       | FN             | 4 685        | 11           |             |             |  |
|                | Claudette Brunet-Léchenault | PRG            | 4 023        | 9,45         |             |             |  |
|                | Nicolas Turoman             | PCF            | 1 255        | 2,95         |             |             |  |
|                | Lionel Bescout              | UDF            | 896          | 2,1          |             |             |  |
|                | Maurice Brochot             | LCR            | 772          | 1,81         |             |             |  |
|                | Joëlle Devineau-Juillet     | MPF            | 731          | 1,72         |             |             |  |
|                | Simonne Coste               | LO             | 521          | 1,22         |             |             |  |
|                | Guy Duplatre                | CPNT           | 479          | 1,12         |             |             |  |
|                | Guillaume Bouvard           | Divers         | 443          | 1,04         |             |             |  |
|                | Claude Perraguin            | MNR            | 433          | 1,02         |             |             |  |
|                | Alain Davanture             | PT             | 286          | 0,67         |             |             |  |
|                | Xavier Paillard             | ND             | 229          | 0,54         |             |             |  |
|                |                             |                |              |              |             |             |  |
| Inscrits       | Inscrits                    | Inscrits       | 67 609       | 100,00       | 67 599      | 100,00      |  |
| Abstentions    | Abstentions                 | Abstentions    | 23 742       | 35,12        | 25 607      | 37,88       |  |
| Votants        | Votants                     | Votants        | 43 867       | 64,88        | 41 992      | 62,12       |  |
| Blancs et nuls | Blancs et nuls              | Blancs et nuls | 1 280        | 2,92         | 1 993       | 4,75        |  |
| Exprimés       | Exprimés                    | Exprimés       | 42 587       | 97,08        | 39 999      | 95,25       |  |

#### Quatrième circonscription (Monteau-les-Mines)
| Candidat       | Candidat                    | Parti               | Premier tour | Premier tour | Second tour | Second tour |  |
| Candidat       | Candidat                    | Parti               | Voix         | %            | Voix        | %           |  |
| -------------- | --------------------------- | ------------------- | ------------ | ------------ | ----------- | ----------- |  |
|                | Didier Mathus sortant réélu | PS                  | 15 492       | 41,48        | 18 199      | 51,61       |  |
|                | Antoine André               | Divers droite (RPR) | 10 392       | 27,82        | 17 061      | 48,39       |  |
|                | Christian Launay            | FN                  | 4 107        | 11           |             |             |  |
|                | Diane Chèze                 | UMP                 | 2 778        | 7,44         |             |             |  |
|                | Maurice-Jean Gagnard        | PCF                 | 1 831        | 4,9          |             |             |  |
|                | Éliane Régnault             | Divers droite       | 849          | 2,27         |             |             |  |
|                | Pascal Dussauge             | LO                  | 748          | 2            |             |             |  |
|                | Michel Raymond              | CPNT                | 706          | 1,89         |             |             |  |
|                | Michel Rudowski             | MNR                 | 341          | 0,91         |             |             |  |
|                | Jacques Canaan              | Divers              | 106          | 0,28         |             |             |  |
|                |                             |                     |              |              |             |             |  |
| Inscrits       | Inscrits                    | Inscrits            | 61 304       | 100,00       | 61 294      | 100,00      |  |
| Abstentions    | Abstentions                 | Abstentions         | 22 919       | 37,39        | 24 724      | 40,34       |  |
| Votants        | Votants                     | Votants             | 38 385       | 62,61        | 36 570      | 59,66       |  |
| Blancs et nuls | Blancs et nuls              | Blancs et nuls      | 1 035        | 2,7          | 1 310       | 3,58        |  |
| Exprimés       | Exprimés                    | Exprimés            | 37 350       | 97,3         | 35 260      | 96,42       |  |

#### Cinquième circonscription (Chalon-sur-Saône)
| Candidat       | Candidat                       | Parti            | Premier tour | Premier tour | Second tour | Second tour |  |
| Candidat       | Candidat                       | Parti            | Voix         | %            | Voix        | %           |  |
| -------------- | ------------------------------ | ---------------- | ------------ | ------------ | ----------- | ----------- |  |
|                | Dominique Perben sortant réélu | UMP              | 19 447       | 49,63        | 20 503      | 59,59       |  |
|                | Bettina Laville                | PS               | 11 088       | 28,3         | 13 903      | 40,41       |  |
|                | Bernadette Bessire             | FN               | 3 936        | 10,04        |             |             |  |
|                | Marie-Claude Martin            | PCF              | 1 187        | 3,03         |             |             |  |
|                | Marie-Claude Colin-Cordier     | Les Verts        | 1 181        | 3,01         |             |             |  |
|                | Jean Coupat                    | MNR              | 775          | 1,98         |             |             |  |
|                | Pascal Dufraigne               | LO               | 630          | 1,61         |             |             |  |
|                | Nessrine Samuel Brandily       | Pôle républicain | 456          | 1,16         |             |             |  |
|                | Guy Lefebvre                   | MÉI              | 375          | 0,96         |             |             |  |
|                | Emmanuel Vidal Soler           | Divers           | 111          | 0,28         |             |             |  |
|                |                                |                  |              |              |             |             |  |
| Inscrits       | Inscrits                       | Inscrits         | 62 324       | 100,00       | 62 315      | 100,00      |  |
| Abstentions    | Abstentions                    | Abstentions      | 22 402       | 35,94        | 26 531      | 42,58       |  |
| Votants        | Votants                        | Votants          | 39 922       | 64,06        | 35 784      | 57,42       |  |
| Blancs et nuls | Blancs et nuls                 | Blancs et nuls   | 736          | 1,84         | 1 378       | 3,85        |  |
| Exprimés       | Exprimés                       | Exprimés         | 39 186       | 98,16        | 34 406      | 96,15       |  |

#### Sixième circonscription (Louhans)
| Candidat       | Candidat                        | Parti          | Premier tour | Premier tour | Second tour | Second tour |  |
| Candidat       | Candidat                        | Parti          | Voix         | %            | Voix        | %           |  |
| -------------- | ------------------------------- | -------------- | ------------ | ------------ | ----------- | ----------- |  |
|                | Arnaud Montebourg sortant réélu | PS             | 22 133       | 42,94        | 27 176      | 55,43       |  |
|                | Francis Szpiner                 | UMP            | 17 013       | 33,01        | 21 850      | 44,57       |  |
|                | Marie-Anne Dubreuil             | FN             | 5 170        | 10,03        |             |             |  |
|                | Alain Pradier                   | Divers droite  | 1 493        | 2,90         |             |             |  |
|                | Guy Talès                       | PCF            | 1 217        | 2,36         |             |             |  |
|                | Guy Obozil                      | CPNT           | 1 147        | 2,23         |             |             |  |
|                | Anne-Marie Le Cadre             | Divers droite  | 647          | 1,26         |             |             |  |
|                | Yves Hollinger                  | LCR            | 629          | 1,22         |             |             |  |
|                | Gilles Corot                    | LO             | 583          | 1,13         |             |             |  |
|                | Denis Juhé                      | Les Verts      | 563          | 1,09         |             |             |  |
|                | Danièle Barral                  | MNR            | 509          | 0,99         |             |             |  |
|                | Nourri Benlakehal               | LT-LNÉ         | 440          | 0,85         |             |             |  |
|                |                                 |                |              |              |             |             |  |
| Inscrits       | Inscrits                        | Inscrits       | 80 482       | 100,00       | 80 465      | 100,00      |  |
| Abstentions    | Abstentions                     | Abstentions    | 27 655       | 34,36        | 29 641      | 36,84       |  |
| Votants        | Votants                         | Votants        | 52 827       | 65,64        | 50 824      | 63,16       |  |
| Blancs et nuls | Blancs et nuls                  | Blancs et nuls | 1 283        | 2,43         | 1 798       | 3,54        |  |
| Exprimés       | Exprimés                        | Exprimés       | 51 544       | 97,57        | 49 026      | 96,46       |  |